# AS Beauvais Oise
Hiệp hội Sportive Beauvais Oise (phát âm tiếng Pháp: [a.so.sja.sjɔ̃ spɔrtɪv bovɛ waz]; thường được gọi là AS Beauvais, ASBO, hoặc đơn giản là Beauvais) là một câu lạc bộ bóng đá Pháp có trụ sở tại Beauvais. Câu lạc bộ được thành lập vào năm 1945 do kết quả của việc sáp nhập. Beauvais chơi các trận đấu trên sân nhà của mình tại Stade Pierre Brisson nằm trong thành phố.

## Lịch sử
AS Beauvais Oise được thành lập vào năm 1945 dưới cái tên AS Beauvais-Marissel như là kết quả của một vụ sáp nhập giữa các câu lạc bộ địa phương Câu lạc bộ Veloce Beauvaisien, Hội Liên hiệp Sportive de Voisinlieu và GS Marissel. Câu lạc bộ bắt đầu lịch sử của nó như là một câu lạc bộ nghiệp dư, nhưng đã đạt được vị thế chuyên nghiệp vào năm 1986, đổi tên thành AS Beauvais đơn giản hơn. Từ năm 1986-2003, Beauvais chơi chủ yếu ở giải hạng hai của bóng đá Pháp.
Năm 1989, tên của câu lạc bộ đã được đổi thành AS Beauvais Oise.
Năm 2004, câu lạc bộ đã bị rớt khỏi Championnat National và từ bỏ vị thế chuyên nghiệp.

## Danh dự
- Championat National
  - Vô địch (1): 2000
- Championnat de France Amateur
  - Vô địch (1): 2006
- Division d'Honneur (Picardie)
  - Vô địch (6): 1968, 1970, 1974
- Division d'Honneur (Nord-Est)
  - Vô địch (3): 1956, 1960, 1966
- Coupe de Picardie
  - Vô địch (1): 2008
- Coupe de l'Oise
  - Vô địch (15): 1955, 1959, 1965, 1966, 1972, 1973, 1974, 1976, 1977, 1982, 1983, 1984, 1987, 1992, 1993

## liên kết ngoài
- Trang web chính thức (tiếng Pháp)